# Tartas
Tartas là một xã, thuộc tỉnh Landes trong vùng Nouvelle-Aquitaine. Xã này có diện tích 30,37 km², dân số năm 2006 là 2869 người. Xã này nằm ở khu vực có độ cao trung bình 22 mét trên mực nước biển.

## Biến động dân số
| Năm | 1962  | 1968  | 1975  | 1982  | 1990  | 1999  | 2006  |
| --- | ----- | ----- | ----- | ----- | ----- | ----- | ----- |
| Dân số | 2 950 | 2 952 | 3 078 | 2 958 | 2 769 | 2 844 | 2 869 |
| From the year 1962 on: No double counting—residents of multiple communes (e.g. students and military personnel) are counted only once. |       |       |       |       |       |       |       |

- site officiel de la Communaute de communes du Pays Tarusate Lưu trữ ngày 12 tháng 5 năm 2008 tại Wayback Machine
- Tartas trên trang mạng của Viện địa lý quốc gia Lưu trữ ngày 12 tháng 3 năm 2007 tại Wayback Machine
- Occupation du sol et peuplement de la vicomté de Tartas du Néolithique au Bản mẫu:S-, par Hervé Barrouquère